# Kim Xuyên, Ngawa
Kim Xuyên (tiếng Tạng: chu-chen, chữ Hán giản thể: 金川县, âm Hán Việt: Kim Xuyên huyện) là một huyện thuộc châu tự trị A Bá, tỉnh Tứ Xuyên, Cộng hòa Nhân dân Trung Hoa. Huyện này có diện tích 5524 km2, dân số năm 2002 là 70.000 người. Huyện Kim Xuyên được chia thành 2 trấn Kim Xuyên, Quan Âm Kiều và 21 hương: Sa Nhĩ, Khánh Ninh, Lạc Nhĩ, Lặc Ô, Vạn Lâm, Hà Đông, Hà Tây, Tập Mộc, Tản Ngõa Cước, Khải Lạp Cước, Nga Nhiệt, Thái Dương Hà, Mã Nại, Nhị 嘎 Lý, A Khoa Lý, Khải Tản, An Ninh, Tằng Đạt, Độc Tùng, Mã Nhĩ Bang, Mao Nhật.